# Kökényes
Kökényes (ukránul: Терново [Ternovo]) település Ukrajnában, Kárpátalján, a Técsői járásban.

## Fekvése
Técsőtől északkeletre, a Tarac patak mellett, Nyéresháza és Nagykirva között fekvő település.

## Története
1910-ben 3093 lakosából 57 magyar, 879 német, 2153 ruszin volt. Ebből 43 római katolikus, 2181 görögkatolikus, 866 izraelita volt. A trianoni békeszerződés előtt Máramaros vármegye Taracvizi járásához tartozott.

## Ismert személyek
- Itt született Hápka Péter (1885–1961) ügyvéd, kárpátaljai autonómiapárti magyar politikus, magyarországi országgyűlési képviselő.